# Bad Omens (álbum)
Bad Omens é o álbum de estreia da banda de metalcore americana homônima, lançado em 19 de agosto de 2016 pela Sumerian Records. O álbum traz doze faixas que são principalmente metalcore, com influências de nu metal, metal industrial e pop. Foi produzido por Will Putney.

## Promoção e lançamento
Em 18 de dezembro de 2015 Bad Omens estreou pela Sumerian Records com o single "Glass Houses", canção originalmente chamada "Bad Omens". Seguiram com "Exit Wounds em 11 de maio, "The Worst in Me" em 4 de janeiro e por último, "The Fountain" em 15 de julho.

## Estilo musical
Muitos compararam o estilo musical do álbum com Bring Me The Horizon, em especial seu álbum de 2013 Sempiternal.
Noah explicou que todas as faixas são inspiradas em algo, como um "evento real, uma pessoa, ou momento", e que foram "escritas como se fossem a última". O álbum traz referências a religião, como na letra de Glass Houses: I’ve seen the devil more than I’ve seen God (Eu vi o diabo mais do que vi Deus); como uma metáfora para o bom e o mal, de acordo com o vocalista. Mais tarde, ele definiu o álbum como como "anticristo, niilista e simplesmente edgy" e buscou gravar álbuns mais "coercitivos" depois.

## Faixas
| N.º            | Título                           | Duração |  |
| 1.             | "Glass Houses"                   | 4:00    |  |
| 2.             | "Exit Wounds"                    | 3:26    |  |
| 3.             | "The Worst in Me"                | 3:49    |  |
| 4.             | "F E R A L"                      | 4:05    |  |
| 5.             | "Enough, Enough Now"             | 4:05    |  |
| 6.             | "Malice"                         | 3:00    |  |
| 7.             | "Hedonist"                       | 2:07    |  |
| 8.             | "Broken Youth"                   | 3:14    |  |
| 9.             | "Crawl"                          | 4:07    |  |
| 10.            | "The Letdown"                    | 4:06    |  |
| 11.            | "Reprise (The Sound of the End)" | 3:21    |  |
| 12.            | "The Fountain"                   | 3:59    |  |
| Duração total: | Duração total:                   | 43:25   |  |

## Ficha técnica
- Noah Sebastian – vocais
- Joakim Karlsson – guitarra solo
- Vincent Riquier – baixo
- Nicholas Ruffilo – guitarra rítmica
- Nick Folio – bateria

## Paradas
| Parada                                        | Posição de pico |
| --------------------------------------------- | --------------- |
| Estados Unidos (Top Hard Rock Albums)         | 13              |
| Estados Unidos (Billboard Top Heatseekers)    | 9               |
| Estados Unidos (Billboard Independent Albums) | 30              |
| Estados Unidos (Top Rock Albums)              | 43              |